# Roger Houngbédji
Roger Houngbédji (Porto-Novo, 14 maggio 1963) è un arcivescovo cattolico beninese, dal 25 giugno 2016 arcivescovo metropolita di Cotonou.

## Biografia

### Formazione e ministero sacerdotale
Dopo essere entrato nell'Ordine dei frati predicatori nel 1984, ha emesso la professione perpetua nel 1989 ed è stato ordinato sacerdote l'8 agosto 1992.
Ha conseguito la laurea in teologia biblica all'università di Friburgo nel 2006.
È stato docente presso l'università cattolica dell'Africa dell'ovest ad Abidjan e all'istituto domenicano san Tommaso d'Aquino a Yamoussoukro in Costa d'Avorio.
Ha ricoperto per due mandati l'incarico di presidente della conferenza dei superiori maggiori della Costa d’Avorio.

### Ministero episcopale
Il 25 giugno 2016 papa Francesco lo ha nominato arcivescovo metropolita di Cotonou.
Ha ricevuto l'ordinazione episcopale il 26 settembre 2016 dal cardinale Théodore-Adrien Sarr, co-consacranti l'arcivescovo titolare di Suelli Brian Udaigwe e l'arcivescovo emerito di Cotonou Antoine Ganyé.
Dal 26 maggio 2023 è stato nominato presidente della  
Conferenza Episcopale del Benin.

## Genealogia episcopale
La genealogia episcopale è:
- Cardinale Scipione Rebiba
- Cardinale Giulio Antonio Santori
- Cardinale Girolamo Bernerio, O.P.
- Arcivescovo Galeazzo Sanvitale
- Cardinale Ludovico Ludovisi
- Cardinale Luigi Caetani
- Cardinale Ulderico Carpegna
- Cardinale Paluzzo Paluzzi Altieri degli Albertoni
- Papa Benedetto XIII
- Papa Benedetto XIV
- Papa Clemente XIII
- Cardinale Marcantonio Colonna
- Cardinale Giacinto Sigismondo Gerdil, B.
- Cardinale Giulio Maria della Somaglia
- Cardinale Carlo Odescalchi, S.I.
- Vescovo Eugène de Mazenod, O.M.I.
- Cardinale Joseph Hippolyte Guibert, O.M.I.
- Cardinale François-Marie-Benjamin Richard de la Vergne
- Vescovo Marie-Prosper-Adolphe de Bonfils
- Cardinale Louis-Ernest Dubois
- Cardinale Pierre-Marie Gerlier
- Arcivescovo Émile André Jean-Marie Maury
- Cardinale Hyacinthe Thiandoum
- Cardinale Théodore-Adrien Sarr
- Arcivescovo Roger Houngbédji, O.P.